# Otonská renesance

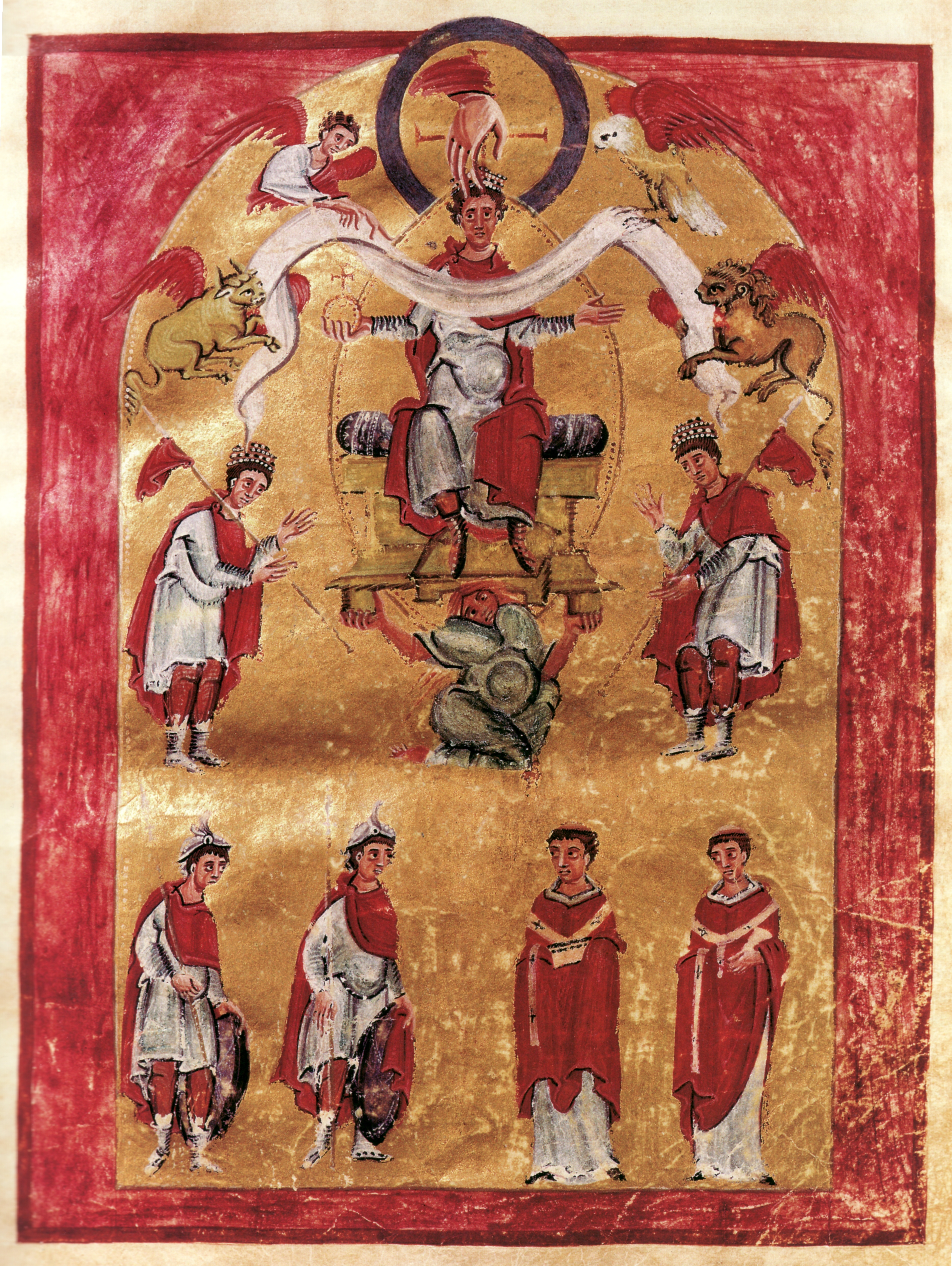
Liutharův evangeliář, trůnící císař Oto II. nebo Oto III., Reichenau, 4. čtvrtina 10. století

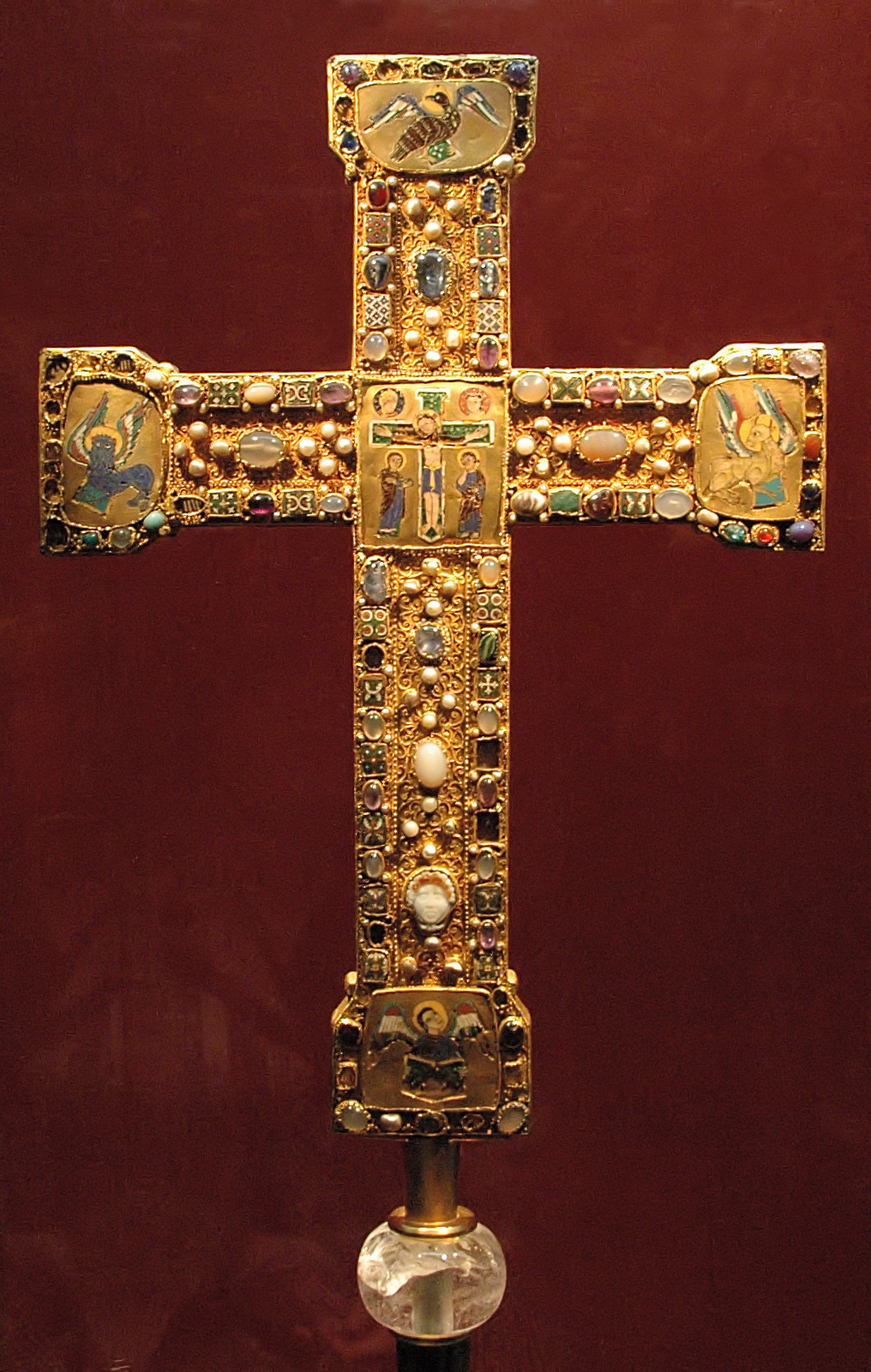
Oltářní a procesní kříž Essenského kláštera, zlato s přihrádkovými emaily a drahými kameny, zhotovený kolem roku 1000

Otonská renesance je pokračování, resp. poslední fáze renesance karolinské, časově se vymezuje od druhé poloviny 10. století do 30. let 11. století. Plynule na ni navazuje epocha a sloh románský.

## Území
Otonská renesance je období evropské kultury a vzdělanosti. Má těžiště v pozdějším Německu, tehdy východní Frankii. Francie byla v téže době označována jako západní Frankie, byla jedním ze dvou center karolínské renesance, v této době spíše stagnuje.

## Znaky
Hlavním rysem otonské renesance je rozvinutí karolínské kultury do někdejšího území antické Římské říše pod heslem Renovatio imperii. V tomto smyslu patří k jejím znakům „mocné posunutí hranic západoevropské kulturní renesance na východ a na sever […] děje se to politicko-vojenskou mocí německé říše, jež vloučí zároveň do svého státního celku – na rozdíl od Polska a Uher – Slovany Polabské a země České.“
V užším, kulturně historickém významu značí termín otonská renesance dobu panování otonské dynastie, tj. Oty II., Oty III. a Jindřicha II. Z hlediska kulturního, uměleckého i filosofického je otonská renesance dovršením renesance karolínské, díky sňatkové politice Otonů a působení byzantských umělců je ovšem posílena o rysy byzantské kultury.

## Význam
Hlavní přínos otonské renesance je v šíření antické filozofie a písemnictví a ve výtvarném umění. V chrámové architektuře se objevily nové stavební typy. Portrétní umění je prezentováno jak v iluminovaných rukopisech (zejména Zlatý kodex z Řezna, Zlatý kodex z Echternachu, Liutharův evangeliář z Reichenau, nyní v Cáchách), tak v kamejích. Rozvoj liturgického zlatnictví a klenotnictví je doložen například královskou korunou z Essenu.